# Комлошковский говор

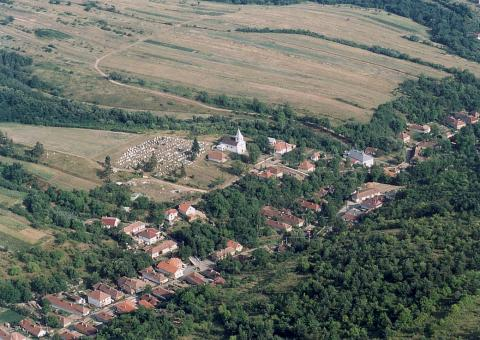
Село Комлошка

Комлошковский го́вор (также комловшковский говор, комлошковский диалект; русин. комловшськый говор, комловшськый діалект) — один из карпаторусинских говоров, распространённый на северо-востоке Венгрии в селе Комлошка (Комловшка). Относится к южной группе лемковских (западных карпаторусинских) говоров. Сформировался в результате переселения русинов преимущественно в первой половине XVIII века из венгерских комитатов Сепеш и Шарош, а также из северных районов комитата Земплен в Комлошку и соседние с ней сёла в южных районах Земплена.
С начала 1990-х годов на комлошковском говоре развивалась письменность, создавались литературные произведения, в основном поэзия, некоторое время издавалась периодика (в частности, газета «Русинскый Жывот»). Данный процесс, практически полностью прекратившийся в 2010-е годы, рассматривается исследователями русинского языка как попытка выработки на основе говора Комлошки особой «русинско-венгерской» литературной нормы. В настоящее время число носителей комлошковского говора уменьшается, его используют в устном бытовом общении наряду с венгерским языком преимущественно лица старшего поколения.
Помимо диалектных черт, характерных для большинства лемковских говоров, таких, как, например, переход палатализованных согласных с’, з’ в палатальные (sʲ > ɕ, zʲ > ʑ), в комлошковском говоре отмечается также ряд специфических диалектных признаков, в частности, переход л’ > j (люде > юде «люди», у валалї > у валаї «в селе») и образование числительных по типу пять а двадцять «двадцать пять». Как и другие русинские говоры Венгрии, говор села Комлошка испытывает сильное влияние венгерского языка, прежде всего, на лексическом уровне.
Письменность говора Комлошки основана на кириллице (гражданской азбуке). Для текстов комлошковских авторов характерно отсутствие единых графики и норм правописания, а также единства используемых фонетических и грамматических черт.
Изучением говора Комлошки в 1950-е годы занимался Э. Д. Балецкий, в наше время — Г. Бенедек.

## Классификация
Комлошковский говор представляет один из трёх диалектных типов русинского языка в Венгрии наряду с говором села Мучонь, схожим по свои диалектным с особенностям с южнорусинским языком Воеводины, и с закарпатскими, или подкарпатскими, говорами восточного карпаторусинского ареала, носители которых переехали в Венгрию из Закарпатской области Украины, начиная с 1990-х годов.
Э. Балецкий, исследовавший говор Комлошки в 1950-х годах, отнёс его к группе лемковских (южнолемковских) говоров западного карпаторусинского типа, распространённых в Словакии. М. Капраль и Г. Бенедек отмечают близость говора Комлошки к пряшевско-русинскому языковому варианту, кодифицированному русинами Словакии. Комлошковский поэт Г. Гаттингер утверждал, что комлошковский говор имеет много общих черт с польскими лемковскими говорами.

## Ареал и численность

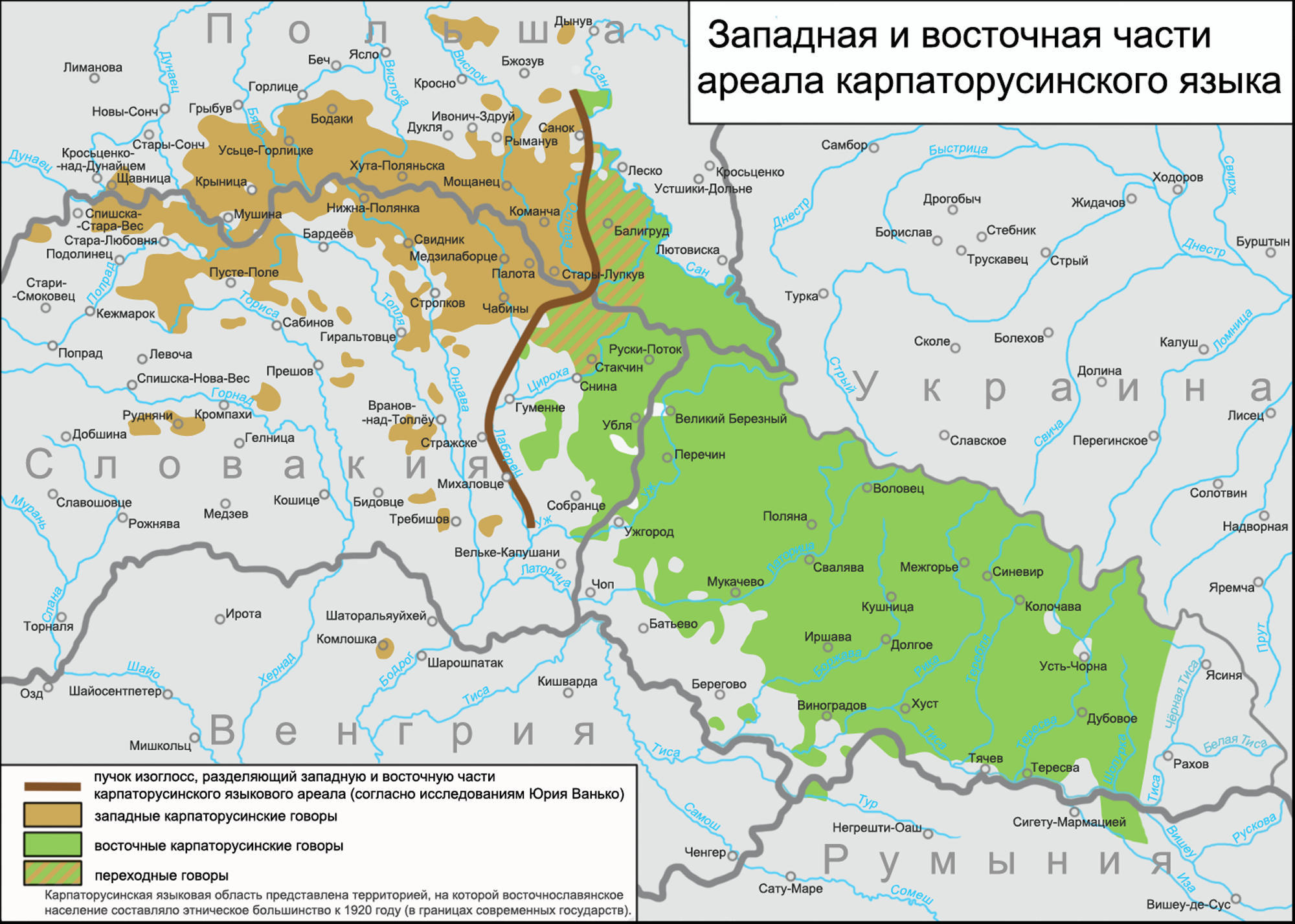
Островной ареал комловшковского говора западном карпаторусинском ареале

Ареал комлошковского говора представляет собой языковой остров, размещённый в южной части западного карпаторусинского ареала.
Комлошковский говор является родным для жителей села Комлошки и для лиц, имеющих комлошковское происхождение, которые в последние десятилетия на рубеже XX—XXI веков переселились в Будапешт и в города и сёла Северо-Восточной Венгрии. 
Село Комлошка расположено в восточной части в медье Боршод-Абауй-Земплен — в Шарошпатакском яраше недалеко от венгерско-словацкой границы, в 10 км от города Шарошпатак. Численность населения Комлошки постоянно уменьшается: в 1991 году в селе было 426 жителей, в 2001 году — 344, в 2011 году — 253, в 2020 году — 217.
По сведениям М. Лявинец в 2001 году в Комлошке из 344 жителей 60 человек назвали себя русинами. По данным переписи 2011 года, в которой на вопрос о национальной принадлежности можно было дать более одного ответа, из 253 жителей села 96,6% отнесли себя к венграм, а 67,4% — к русинам.

## Социолингвистические сведения
Село Комлошка, по мнению М. Лявинец, является одним из трёх важнейших центров русинского языка и культуры в Венгрии наряду с Будапештом и селом Мучонь. Комлошка с начала 1990-х стала центром русинского национального движения в Венгрии. На комлошковском говоре начала развиваться  русинская письменность. Первое время комлошковский говор был, по словам М. Капраля, основой, на которой активисты русинского движения Венгрии пытались сформировать литературную норму. Ведущую роль в формировании русинского языкового стандарта играл уроженец села Комлошка поэт, писатель, переводчик, музыкант, редактор, публицист и общественный деятель Г. Гаттингера-Клебашко. На своём родном говоре он писал стихи, прозу, газетные и журнальные статьи. Также важную роль играла литературная и публицистическая деятельность Ю. Кишшовой, автора и редактора первых русинских изданий на комлошковском говоре. В 2004 году описательную грамматику на базе говора Комлошки и составил Г. Бенедек, что необходимо было для подготовки обзорной статьи в издании «Русиньскый язык» (наиболее сложным оказалось систематизировать по классам глаголы, всего вышло порядка 40 подклассов спряжения). Он также разработал нормы правописания для этого говора. М. Капраль отметил в одной из своих статей, что попытки стандартизировать русинский язык в Венгрии на базе комлошковского говора так и не были доведены до конца. Они и не могли быть успешными, поскольку для этого необходимы были языковедческие знания, языковая компетенция и настойчивая работа. Что касается комлошковских авторов, то у них не было лингвистического образования, учили в начальной и средней школах только словацкий и венгерский языки (что отразилось на их текстах). Кроме того, для создания литературной нормы всего лишь двух авторов, пишущих на комлошковском говоре, было недостаточно. Анализируя творчество Г. Гаттингера, в частности, сборник новелл «Дробни траґедії», опубликованный в 2015 году в журнале «Русинськый Світ / Ruszin világ», М. Капраль указал на большое число в нём вариантных языковых форм и крайне непоследовательное применение  орфографических правил. Также М. Капраль заметил, что численность носителей комлошковского говора с каждым годом сокращается и в настоящее время комлошчане составляют небольшой процент от всех венгерских русинов. Поэтому ведущая роль в кодификаторской деятельности венгерских русинов постепенно переходит к носителям закарпатских (подкарпатских) говоров, которые представляют большинство читающих и пишущих по-русински в современной Венгрии. Капраль отметил словакизацию и мадьяризацию комлошковского говора, а также отсутствие носителей, которые были бы способны сформировать и развивать норму на родном говоре. Когда было принято решение о кодификации «венгерско-русинского» языка, к этому времени по-мучоньски никто не говорил, по-комлошковски писал только Г. Гаттингер, все остальные представители русинской интеллигенции, выступающие за сохранение и развитие родного языка — переселенцы из Украины с родными закарпатскими говорами. Между тем, в формируемой в настоящее время норме, по мнению М. Капраля, должны быть сохранены лексические и отчасти грамматические особенности как комлошковского, так и мучоньского говоров.
В Комлошке носителями русинского языка являются большинство его жителей, при этом практически все двуязычные. Венгерское одноязычие отмечается только у молодого поколения русинов. Старшее поколение жителей Комлошки в большинстве своём до сих пор использует местный говор в устном бытовом общении. В отличие от лиц среднего возраста представители старшего поколения могут читать русинскую прессу и книги, так как изучали в школе русский язык и потому знакомы с кириллицей. Среднее поколение, как и молодёжь села практически уже не говорят по-русински, передача русинского языка от старшего поколения к младшему в условиях доминирования во всех сферах жизни венгерского языка прекращается.
На комлошковском говоре издавалась первая в Венгрии русинская газета «Русинскый Жывот» (1993—1999) и журнал «Вседержавный Русинскый Вісник», первые три номера которого выпускались под названием «Столична русинска новинка» (1999—2003). Определённую часть первых русинских печатных периодических изданий занимали публикации на венгерском языке и на других вариантах русинского языка, а иногда и на других славянских языках. При этом в статьях на комлошковском говоре помимо венгерского влияния, по сведениям М. Капраля, отмечалось влияние словацкого литературного языка, поскольку авторы изданий обучались в Комлошке в словацкой начальной школе. В начале 2000-х годов статьи на комлошковском говоре стали уступать место статьям на закарпатских говорах, в особенности после смены руководства Всевенгерского самоуправления русинов в 2002 году закарпатские говоры стали доминировать как в периодике, так и в прочих областях функционирования русинского языка.
На говоре Комлошки писали и издавали поэзию и прозу выходцы из села Г. Гаттингер и Ю. Кишшова.
Произведения Г. Гаттингера-Клебашко опубликованы в следующих изданиях: 
- «Незнал єм — Nem tudtam — Nevedel som» (1993) — сборник стихов на русинском, словацком и венгерском языках;
- «Заказана звізда» (1994);
- «Слызы і море» (1995);
- «Подьте діти» (2005) — сборник детских стихов;
- «Лебедівый осуд» (2007) — поэтический сборник на русинском и венгерском языках;
- «Шыткі» (2009) — сборник стихов и прозы;
- «Праненавість. Нови вырши і курта проза» (2012) — сборник стихов и прозы;
- «Дробни траґедії» (2015) — сборник новелл, опубликован в журнале «Русинськый Світ».

Также автор выпустил свои стихи на диске «Гучна книга од Ґабора» (с музыкальным сопровождением) и три поэмы на диске «Ґаборіґінал». Поэзия и проза Г. Гаттингера издавалась также в антологии «Меджі небом а землюу. Утца Енди Варголові» (1997), на страницах пряшевско-русинской периодики («Русин» и «Народны Новинкы») и на страницах лемковского журнала «Бесіда».
Поэзия Ю. Кишшовой на комлошковском говоре была издана, в частности, в 1997 году в книге «Звук душi».
По словам А. Д. Дуличенко, письменность на комлошковском говоре отличается у разных авторов как по выбираемой ими графике и правилам орфографии, так и по фонетическим и грамматическим чертам.
В настоящее время в Комлошке создана группа, в которой изучаются русинский язык и культура по четырёхлетней программе по 4 часа в неделю. В обучении используются учебники, созданные специально для русинских школьников Венгрии, ранее использовались учебные пособия, изданные в Пряшеве, Поскольку пряшевско-русинский вариант литературного языка наиболее близок комлошковскому говору. Изучение русинского языка в Комлошке во многом поддерживается благодаря энтузиазму местных учителей, которые сами освоили программу преподавания языка в школе, и воспитателей детского сада, которые проводят подготовительные занятия к школе, разучивая, в частности, с детьми русинские стихи и песни. В Комлошке школьное обучение к началу XX века велось «по рускі» и по-венгерски. Во времена Венгерской народной республики, когда существование русинского языка не признавалось, в селе была открыта словацкая школа. Преподавание русинского языка в Комлошке стало возможным только в 1990-х годах после политических изменений в Венгрии. Проблема сохранения комлошковского говора связана с тем, что село Комлошка небольшое, с небольшим количеством русинских школьников и с тем, что родители уже не передают детям родной говор. В первый класс каждый год набирают по 5—7 школьников. Все они говорят только по-венгерски. Тем не менее, М. Капраль считает, что воскресные русинские школы могут содействовать сохранению местного говора как средства устного общения. Г. Бенедек, отзываясь об обучении в школе родному языку как о «хорошей инициативе», считает это недостаточным для сохранения родного говора без объединения усилий всей интеллигенции села Комлошка.
По сведениям М. Лявинец, в Комлошке регулярно отмечаются народные и церковные праздники с соблюдением всех традиций. Старшее поколение жителей села старается приобщать к ним молодёжь.

## История говора

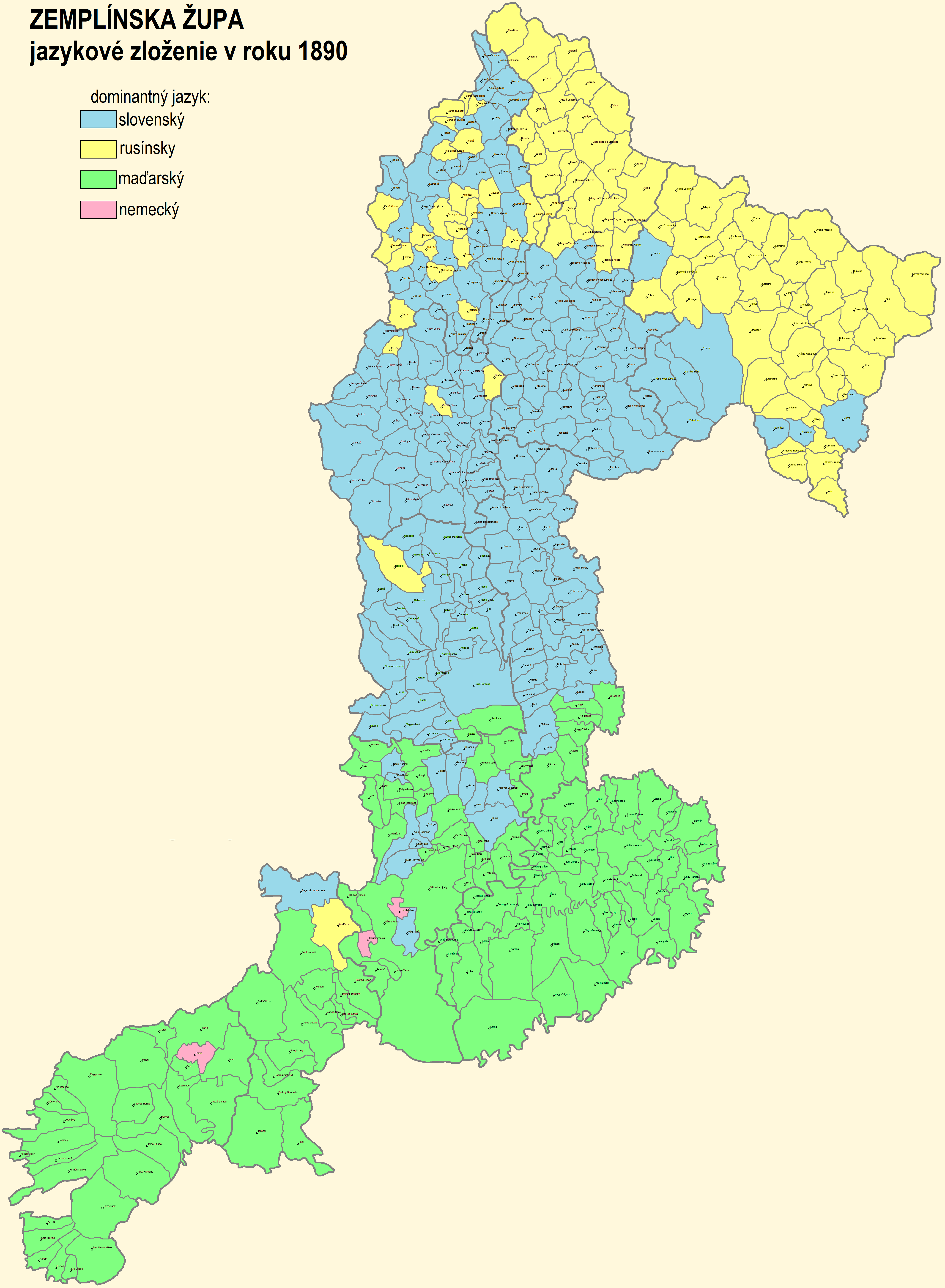
Село Комловшка на языковой карте комитата Земплен (1890)

Согласно исследованиям Э. Д. Балецкого, село Комлошка было основано венграми. Населявшие окрестности села восточные славяне, у которых венгры заимствовали некоторые из топонимических названий, постепенно были мадьяризированы. Предки нынешних русинов Комлошки, по данным разных источников, начинают переселяться отдельными группами с южных склонов Карпат на территорию современной Северо-Восточной Венгрии в XVII веке. В основном переселение шло с территории русинско-словацко-польского языкового пограничья — из венгерских комитатов Земплен, Сепеш и Шарош, и отчасти из Галиции. Через столетие численность восточных славян в Комлошке стала такой, что позволила русинскому говору закрепиться и в дальнейшем доминировать в устном общении жителей села. Постепенно на русинский перешли оказавшиеся в меньшинстве среди русинов местные словаки и венгры. Следы словацкого и венгерского языков того времени сохранились при этом в местной топонимике, в прозвищах и в лексике комлошковского говора.
Комлошковский говор в целом сохранил все основные черты карпатских материнских говоров, но в новых для него условиях несколько отдалился от них. На появлении диалектных различий сказались почти трёхсотлетнее развитие материнских говоров и переселенческого говора Комлошки в изоляции друг от друга и пребывание их в разном этноязыковом соседстве — носители комлошковского говора, со всех сторон окружённые ареалом венгерского языка, оказались вне языковых контактов с носителями словацких и с носителями других русинских говоров. Кроме того, на образование и развитие своеобразных диалектных признаков комлошковского говора оказало влияние смешение русинских говоров, носители которых переселились в Комлошку из разных регионов Карпат. Среди перечисленных причин формирования отличительных диалектных черт говора Комлошки наиболее значимой считается влияние венгерского языка, заметнее всего отразившееся на словарном составе говора.
Недавно старша жена, котра була пестунком у оводї (матерскей чкої) 

у рокох 1980 – 1985, мі повідала, же теди дїти бешідували меджі собом у чкої по рускі 

і то було цалком природне. Але одтеди ша веё змінило. У їтї року 2007 єм заш конштатувал, 

же „своїм материньскым языком комунікує уж лем найстарша ґенерація Русинів”...
Недавно женщина в возрасте, которая была воспитателем в детском саду [Комлошки] 

в 1980—1985 годах, рассказала мне, что тогда дети говорили между собой в саду по-русински и 

это было вполне обычным явлением. Но с тех пор многое изменилось. В этом, 2007 году, можно 

заключить, что «на своём родном языке говорит уже только самое старшее поколение русинов»...
К середине XX века Комлошка оставалась единственным селом в Северо-Восточной Венгрии, в котором практически все его жители продолжали использовать в бытовом общении русинский говор (по-русински продолжала говорить также часть жителей села Мучонь). В остальных русинских сёлах этого региона по-русински могли говорить или только помнить отдельные слова и молитвы на родном языке исключительно лица старшего поколения. Русинско-венгерский билингвизм начал складываться в Комлошке в конца XIX века. Через полвека, к середине XX столетия уже практически все жители села наряду с русинским владели также венгерским языком. В дальнейшем в Комлошке начался постепенный процесс перехода местных жителей от русинско-венгерского двуязычия к венгерскому одноязычию, передача родного языка от старшего поколения к младшему стала прерываться. В числе причин происходившей языковой ассимиляции называют включение прихода Комлошки в Апостольский экзархат Мишкольца, в котором перед началом Второй мировой войны служба была переведена с церковнославянского на венгерский язык, выезд жителей села в другие районы Венгрии на учёбу и в поисках работы, распространение межнациональных браков, отсутствие школы с родным языком обучения. Кроме того, после окончания Второй мировой войны население Комлошки сократилось в результате обмена населением, которое произошло в 1946—1948 годах в рамках договора, по которому венгры переселялись из Чехословакии в Венгрию, а русины вместе со словаками переселялись из Венгрии в Чехословакию. В процессе этого обмена из Комлошки в Чехословакию выехали 64 семьи, в основном на территорию чешско-германского пограничья. В итоге в период с 1941 года по начало XXI века численность населения Комлошке сократилась более, чем в 2 раза с 964 человек до около 400 человек (порядка 130 семей). Число школьников сократилось в ещё большем соотношении — со 182 до 24.
В начале 1990-х годов Комлошка стала центром русинского национального движения. Здесь были основаны первые национально-культурные организации венгерских русинов. Выходцы из Комлошки возглавили органы русинского самоуправления — Г. Гаттингер был избран председателем Всевенгерского самоуправления русинов, Ю. Кишшова возглавила Столичное самоуправление русинов, Л. Попович возглавил Самоуправление русинов Комлошки. В 1992 году в Комлошке было создано первое в Венгрии русинское общественно-культурное объединение «Организация русинов Венгрии», активисты которого организовали с 1994 года факультативное обучение русинскому в местной школе и начали выпуск первой русинской газеты с 1993 года. В 2004 году в как Комлошке был основан Русинский культурный центр. В селе создан и действует также орган территориального самоуправления русинов в соответствии с законом о правах, предоставляемых властями Венгрии для этнических меньшинств.
В 2010-х годах численность населения Комлошки продолжает сокращаться, по данным на 2020 год население Комлошки составило 217 человек. Продолжаются также и ассимиляционные процессы. На русинском не говорят среднее и младшее поколения русинов. Носителей говора среди старшего поколения становится всё меньше.

## Диалектные особенности
Для комлошковского говора характерны диалектные признаки западного ареала карпаторусинского языка, охватывающего области Спиш и Шариш Восточной Словакии, а также Лемковину в Польше, в частности, переход палатализованных согласных с’, з’ в палатальные (sʲ > ɕ, zʲ > ʑ): бешiдуватi (в восточных говорах — бесïдувати) «говорить»; изменение губно-губной согласной u̯ (w) на губно-зубную v в начале слова перед согласной с последующим оглушением в f: фтікати (в восточных говорах — втїкати); распространение окончания -ом у имён и местоимений женского рода в форме творительного падежа единственного числа: меджi собом «между собой»; наличие флексии с твёрдой согласной -т в формах 3-го лица единственного и множественного числа настоящего времени: ся жартуют «шутят, забавляются», однесут «отнесут», прийдут «придут» (в восточных говорах распространена флексия с мягкой согласной -т’); наличие формы глаголов 3-го лица единственного числа мужского рода прошедшего времени с суффиксом -л-: зашвiтил «осветил», бул «был» (для восточных говоров характерны формы с суффиксом -в-).
Наряду с этим для комлошковского говора характерны специфические фонетические, морфологические и лексические черты, ряд из которых неизвестен ни в одном из остальных русинских говоров.
М. Капраль среди своеобразных фонетических, морфологических и лексическиех черт комлошковского говора отмечает такие, как:
- переход боковой согласной л’ в палатальный аппроксимант j (л’ > j): люде > юде «люди», велё > веё «много»,, телё > теё «телёнок», у валалї > у валаї «в селе», у чколї > у чкої «в школе», данное явление, возможно, возникло под влиянием венгерского языка, в котором л’ также утрачена;
- образование составных числительных по типу пять а двадцять «двадцать пять».

Г. Бенедек отмечает среди диалектных особенностей комлошковского говора ряд упрощений, унификаций грамматических форм и аналогических процессов. В частности, в говоре Комлошки под влиянием глагольных форм возму «возьму», возмеш «возьмёшь», возмут «возьмут» форма инфинитива вжати «взять» приняла вид возмути.
К специфическим особенностям комлошковского говора, выделяющим его среди остального русинского ареала, относят диалектные черты, возникшие под венгерским влиянием. Согласно исследованиям Э. Д. Балецкого, венгерский язык оказал воздействие на комлошковский говор в фонетике, синтаксисе и, что наиболее заметно, в лексике. Одна часть мадьяризмов была заимствована носителями комлошковского говора после переселения в Северо-Восточную Венгрию, другая, меньшая часть вошла, по данным письменных памятников XVII—XVIII веков, в словарный состав говора на территории его происхождения — на южных склонах Карпат современной Восточной Словакии и Закарпатской области Украины. Многие из таких мадьяризмов известны и в словацких говорах. Распространение венгерских заимствований после переселения в Комлошку, по сведениям Э. Д. Балецкого, началось в основном с конца XIX века — по мере того, как складывалось русинско-венгерское двуязычие, в комлошковском говоре стало появляться всё больше заимствований, калек и лексических дублетов. Венгерские заимствования, как правило, адаптированы к фонетической и морфологической системам комлошковского говора: шор «ряд, порядок, очередь», гордов «большая бочка», термеш, iллат, катонак, везер, фокшаґ, iзер, боронґаташ, бiзовно «надёжно, определённо, уверенно», iпен «именно, как раз, точно, только что», леґін’ «парень», фуметезувати, погармадлувати и т. д

## История изучения
Изучением комлошковского говора в середине XX века занимался венгерский исследователь русинского происхождения Э. Д. Балецкий. В 1951—1954 годах он провёл полевые исследования говора, собирая записи его носителей. В дальнейшем, используя собранные данные, Э. Д. Балецкий опубликовал ряд статей о комлошковской диалектной системе. В 1956 году он написал обзорную статью с описанием диалектных черт комлошковского говора «О языковой принадлежности и заселении села Комлошка в Венгрии», в которой впервые было дано точное определение места комлошковского говора в классификации закарпатской диалектной группы (ранее говор Комлошки или обобщённо называли «украинским», или относили к говорам смешанного типа, или к словацким или даже к венгерским говорам). В 1958 году вышла статья «Венгерские заимствования в лемковском говоре села Комлошка в Венгрии». Э. Д. Балецкий показал в этом исследовании степень влияния венгерского языка на словарный состав комлошковского говора. Автор описал 372 лексических мадьяризма, в том числе пути их проникновения в говор и процессы их фонетической и морфологической адаптации. В 1980 году была издана статья учёного «Диалектные записи из Комлошки», в которой представлены рассказы о происхождении села, о сельской жизни, о народных обычаях, биографии инфрмантов, сказки, песни, поговорки и т. п. По завершении сбора лексики комлошковского говора (лексический материал говора составлял около 3000 единиц) Э. Д. Балецкий планировал составить диалектный словарь Комлошки, но завершить эту работу ему не удалось.
На рубеже XX—XXI веков исследования комлошковского говора продолжил Г. Бенедек. Он издал несколько работ, посвящённых говору Комлошки, в частности, такие статьи, как «Egy északkelet-magyarországi ruszin település: Komlóska etnikai és nyelvi dimenziói» (1996), «Язык и диалект» (2003), «Судьба палатализованного л' в русинском говоре села Комлошка» (2007) и «Комлошскі варіант русинского языка — актуална сітуація і перспектіви» (2007). Также автор представил описания диалектной системы и социолингвистической ситуации комлошковского говора в издании 2004 года «Русиньскый язык» из серии «Najnowsze dzieje języków słowiańskich».